# Colobostruma leae
Colobostruma leae é uma espécie de formiga do gênero Colobostruma, pertencente à subfamília Myrmicinae.